# Janou Lefèbvre
Janou Lefèbvre (Saigón, 14 de mayo de 1945) es una jinete francesa que compitió en la modalidad de salto ecuestre.
Participó en tres Juegos Olímpicos de Verano, entre los años 1964 y 1972, obteniendo dos medallas de plata en la prueba por equipos, en Tokio 1964 (junto con Pierre Jonquères d'Oriola y Guy Lefrant) y en México 1968 (con Jean Rozier y Pierre Jonquères d'Oriola). Ganó dos medallas de oro en el Campeonato Mundial de Saltos Ecuestres, en los años 1970 y 1974.

## Palmarés internacional
| Juegos Olímpicos   | Juegos Olímpicos          | Juegos Olímpicos | Juegos Olímpicos |
| Año                | Lugar                     | Medalla          | Categoría        |
| ------------------ | ------------------------- | ---------------- | ---------------- |
| 1964               | Tokio (Japón)             | Medalla de plata | Por equipos      |
| 1968               | Ciudad de México (México) | Medalla de plata | Por equipos      |
| Campeonato Mundial |                           |                  |                  |
| Año                | Lugar                     | Medalla          | Categoría        |
| 1970               | Copenhague (Dinamarca)    | Medalla de oro   | Individual       |
| 1974               | La Baule (Francia)        | Medalla de oro   | Individual       |